# CT Acre (D-10)
O CT Acre (D-10) foi um contratorpedeiro da Classe Amazonas, da Marinha do Brasil.

## Origem do nome
O (D-10), é o segundo navio a ostentar esse nome na Marinha do Brasil em homenagem ao antigo Território Federal do Acre e ao Rio Acre localizados na região noroeste do Brasil. Na língua tupi-guarani, Acre tem o significado de rio verde. A primeira embarcação com este nome foi a Canhoneira Fluvial Acre que esteve em serviço entre 1906 e 1921.

## Tipo de embarcação
Contratorpedeiro também denominado como destroier é um navio de guerra rápido e manobrável. Tem como principal missão a escolta de navios maiores. Este tipo de embarcação de porte médio é bem armada e atua também em missões de vigilância e a caça a submarinos.

## Histórico

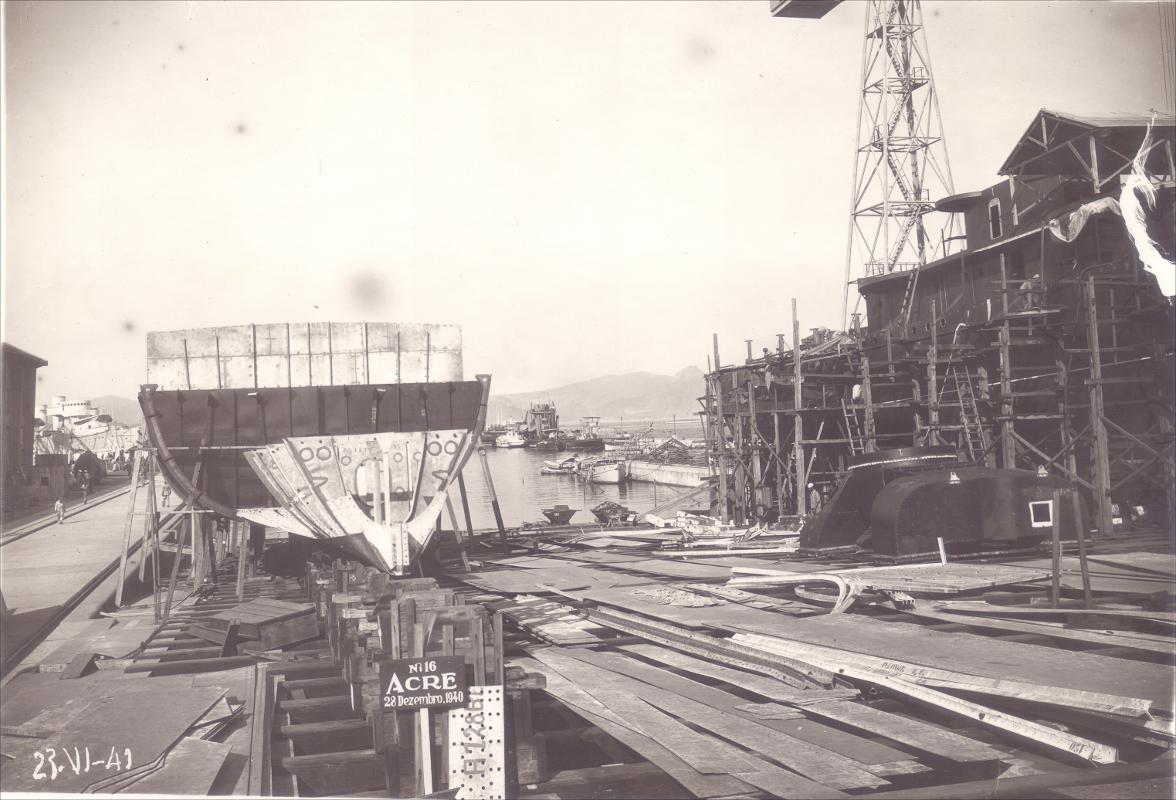
Construção do Contratorpedeiro Acre no Arsenal de Marinha da Ilha das Cobras (AMIC) em 1941.

O Acre foi o quarto de uma serie de seis embarcações da Classe Amazonas, construídos pelo pelo [Arsenal de Marinha da Ilha das Cobras no Rio de Janeiro.
Foi lançado ao mar em 30 de maio de 1945 e incorporado à Armada em 10 de dezembro de 1949. Deu baixa em 26 de julho de 1974, após ter ficado 1056 dias no mar e ter navegado 295.431 milhas.
Fez parte da Forca Tarefa mobilizada na chamada Guerra da Lagosta, que atuou contar captura ilegal de lagostas, por parte de embarcações de pesca francesas, em águas territoriais no litoral da região Nordeste do Brasil.